# Herman Rolfes
Pour les articles homonymes, voir Rolfes.
Herman Harold Rolfes (né le 13 juillet 1936) est un homme politique provincial canadien de la Saskatchewan. Il représente les circonscriptions de Saskatoon Nutana South, de Saskatoon Buena Vista, de Saskatoon South et de Saskatoon Nutana à titre de député du Nouveau Parti démocratique de la Saskatchewan de 1971 à 1995.

## Biographie
Né à Annaheim en Saskatchewan, il étudie au St Peter's College (en) de l'Université de la Saskatchewan. Il travaille ensuite comme directeur de plusieurs écoles primaires, ainsi que directeur de l'orientatino à la Holy Cross High School de Saskatoon.

## Politique
Membre du Co-operative Commonwealth Federation (CCF), il fait son entrée à l'Assemblée législative de la Saskatchewan en 1971. Durant les mandats du premier ministre Allan Blakeney, il occupe les postes de ministre des Affaires sociales, de ministre de l'Éducation continue et de ministre de la Santé. Les Néo-démocrates étant délogé par les Progressistes-conservateurs de Grant Devine, Rolfes est également défait en 1982. Réélu en 1986 et les Néo-démocrates de retour au pouvoir en 1991, il devient alors président de l'Assemblée législative jusqu'en 1996. 
Ayant quitté la politique, il siège au conseil des gouverneurs de l'Université de la Saskatchewan de 1997 à 2003.